# Das Messer (1971, Italien)
Das Messer (Originaltitel Una farfalla con le ali insanguinate) ist ein 1971 veröffentlichter Giallo des Regisseurs Duccio Tessari. Der Film ist eine italienisch-westdeutsche Koproduktion, der auch unter den Titeln Das Geheimnis der Schwarzen Rose und Blutspur im Park veröffentlicht wurde.

## Handlung
Der brutale Mord an der 17-jährigen Studentin Françoise Pigaut erschüttert die Stadt. An einem verregneten Abend wird sie erstochen einen Hügel hinabgestoßen, wo spielende Kinder sie finden. Unter der Leitung von Kommissar Berardi, bemüht sich die Polizei im Regen die Spuren, einschließlich des Butterflymessers, mit dem sie erstochen wurde zu sichern.
Auf der Suche nach dem Mörder fällt er Verdacht auf den Fernsehmoderatoren Alessandro Marchi, mit dessen Tochter Sarah das Opfer befreundet war. Aufgrund der Indizien wird er schuldig gesprochen, was auch der befreundete Anwalt, Giulio Cordaro, den er zu seiner Verteidigung engagiert hat, nicht verhindern kann. Daran ändert auch die Aussage von Giorgio, einem junger Mann aus einer wohlhabenden Familie nichts, der angibt er habe an dem Freitagabend, als die Tat verübt wurde einen Mann fliehen sehen, der mit hoher Wahrscheinlichkeit nicht Marchi war. 
Während Marchi lebenslänglich inhaftiert bleiben soll, setzt sein Anwalt Giulio eine Affäre mit dessen Frau Maria fort. Zeitgleich lässt sich die Tochter Sarah Marchi mit Gorogio ein, der offenbar psychische Probleme hat und sich auch bei einer sexuellen Begegnung so seltsam verhält, dass Sarah Angst bekommt. Als sie danach nach Hause kommt verlässt Giulio kurz darauf das Haus. In derselben Nacht kommt es zu einem zweiten Mord, der in dem gleichen Park und ebenfalls mit einem Messer verübt wird. Die Öffentlichkeit ist entsetzt und die Polizei nimmt ihre Ermittlungen wieder auf. In einem anonymen Anruf verspottet der unbekannte Mörder Kommissar Berardi und kündigt an, es werde bald ein weiteres Opfer geben. Kurz darauf wird die dritte junge Frau auf dieselbe Art und Weise in dem gleichen Park erstochen.
Aufgrund der Folgemorde und der Aussage seiner Geliebten, die im Ausland war, wird Marchi wird aus der Haft entlassen. Die Polizei hat mittlerweile von der Verkäuferin des Waffengeschäftes, in dem die für die Morde benutzten Messer gekauft wurden, einen Hinweis erhalten, der sie zu Giorgio führt. Drei Polizisten versuchen ihn bei einer rasanten Verfolgungsjagd zu Fuß zu stellen, doch ihm gelingt die Flucht.
In der letzten Szene sucht Marchi eine verlassene Industrieruine auf, in der er den Mann treffen soll, der ihm telefonisch gedroht hat, er würde ihn verraten, wenn er nicht käme. Er trifft auf Giorgio, der ihn mit der Tatsache konfrontiert, dass er die beiden Folgemorde nur verübt hat, damit Marchi aus dem Gefängnis entlassen wird. Er möchte wissen warum Marchi Françoise erstochen hat, die seine Geliebte war. Nachdem Alessandro Marchi es ihm erzählt hat, schießt Giorgio auf ihn, wobei er ihn doch zunächst nur verletzt. Als er sich über Marchi beugt, sticht dieser mit einem Messer zu und verletzt Giorgio schwer. Blutend feuert er mehrere Schüsse auf Marchi ab und tötet ihn, ist jedoch selbst nicht mehr in der Lage aufzustehen.

## Hintergrund
In Italien wurde der Film am 10. September 1971 veröffentlicht. Die Erstaufführung in den deutschen Kinos erfolgte am 31. August 1972. 
In Deutschland sollte der Film ursprünglich frei nach Edgar Wallace veröffentlicht werden (als 33. Film im Rahmen der Edgar-Wallace-Reihe der Rialto Film). Nach einem Gutachten von Gerhard F. Hummel zogen sich jedoch sowohl Constantin Film als auch Rialto Film aus der Finanzierung des Projekts zurück, so dass Wallaces Name schließlich keine Erwähnung fand.
Der Film wurde in Bergamo und Mailand gedreht.
| Figur             | Darsteller         | Deutscher Sprecher  |
| ----------------- | ------------------ | ------------------- |
| Giorgio           | Helmut Berger      | Jürgen Clausen      |
| Alessandro Marchi | Giancarlo Sbragia  | Holger Hagen        |
| Maria Marchi      | Ida Galli          | Rose-Marie Kirstein |
| Inspektor Berardi | Silvano Tranquilli | Hellmut Lange       |
| Gabriella Giusti  | Gabriella D’Olive  | Helga Trümper       |
| Marta Clerici     | Lorella De Luca    | Heidi Treutler      |

## Rezeption
Der Giallo, der mitunter auch als Mystery-Thriller eingestuft wird, hat auf IMDB eine Bewertung von 6,3 von 10 (basierend auf über 2.100 Einzelbewertungen).
Auf Filmtipps.at wird der Film mit 8 von 10 Punkten bewertet, wobei zwar bemängelt wird, dass die erste Hälfte recht schleppend verlaufe und längere Gerichtsszene enthielte, was nicht den Genrekonventionen entspreche, es sich aber auf jeden Fall lohne, die zweite Hälfte abzuwarten. Hier werde einiges geboten, darunter „(Psycho-) Sexuelles, [...], Red Herrings, Einblicke in zerrissene Psychen, Mädchenleichen-Flashbacks [...] und natürlich die üblichen Verdächtigen.“ Zu den Darstellern wird angemerkt, sie seien aus der  Folterkammer des Dr. Fu Man Chu (Günther Stoll) und Salon Kitty (Helmut Berger) bekannt, somit traue man ihnen „vom Fleck weg jede Schandtat zu.“ Darüber hinaus wird lobend erwähnt, dass der vertrackte Fall aber erst in dem „cleveren wie packenden Finale“ aufgelöst werde.
Das Lexikon des internationalen Films bezeichnet den Giallo als Solide gemachten, spannenden Thriller in geschmackvoller Kulisse.
Weitere Rezensionen;

„Der Film gehört ohne Frage zu den elegantesten und virtuos inszeniertesten Beispielen seiner Gattung, und es ist eine wahre Freude, der Kameraführung von Carlo Carlini zu folgen, die – im Verbund mit einer straffen Schnittmontage – den Zuschauer gebannt an das düstere Geschehen fesselt. […]  Der Film unterscheidet sich von amerikanischen Pendants dadurch, daß er seine Themen – eine kaputte Ehe, eine gestörte Vater-Sohn-Beziehung, zerstörte Liebe etc. - nicht nur auflistet, sondern sie in der sehr sinnlichen, auf romantische Schauwerte ausgerichteten Ästhetik der Inszenierung dem Zuschauer spürbar macht. Selten habe ich es gesehen, daß es einem Film so sehr gelingt, eine simple Unterhaltungsgeschichte derart kunstvoll und gleichzeitig unter Verzicht auf jedweden überflüssigen Schnickschnack aufzubereiten – toll! Die Form steht vollkommen im Dienst der ausgesprochen spannenden Geschichte.“

„Voller Überraschungen und Einfälle zeichnet sich das hervorragende Drehbuch aus, dass durch die sehr guten Darsteller Helmut Berger und Silvano Tranquilli umgesetzt wird. Dieser wunderbar gelungene Film gehört zu den besten seiner Zeit und zu den besten Arbeiten Tessaris. Auch die Kameraarbeit von Carlo Carlini ist als vorzüglich zu beurteilen.“

## Belege und weiterführende Informationen
1. ↑  Das Messer. In: Deutsche Synchronkartei. Abgerufen am 12. Februar 2021.
2. ↑  The Bloodstained Butterfly. Original title: Una farfalla con le ali insanguinate. IMDb, abgerufen am 22. Juni 2025
3. ↑  Blutspur im Park. OT: Un farfalle con le ali insanguiate. GIALLO: ITALIEN, 1971. Regie: Duccio Tessari. Filmtipps.at, abgerufen am 22. Juni 2025
4. ↑  Das Messer. In: Lexikon des internationalen Films. Filmdienst, abgerufen am 2. März 2017.
5. ↑  Robert Firsching: Kritik zu Das Messer (Memento vom 24. Dezember 2019 im Internet Archive) bei AllMovie (englisch, Wertung )

- Weitere Filmlinks:
- OFDb: Link |
- Rotten Tomatoes: Link |
- Schnittberichte: Link |
- TMDb: Link |
- Letterboxd: Link |
- bearbeiten